# Between the Lines
A Between the Lines. Jason Donovan második nagylemeze, amely 1990 májusában jelent meg. Minden dalt Aitken Waterman írt kivéve a Rhythm of the Rain címűt, amely Gummoe szerzeménye.

## Előzmények
Az album produceri munkálatait a Stock Aitken Waterman készítette. Az album 2. helyezést ért el az angol albumlistán, és platina státuszt kapott.  A lemezről 5. dal jelent meg kislemezen, melyek az Egyesült Királyságban Top 30-as slágerek voltak. A When You Come Back to Me az angol kislemezlista 2. helyezettje volt, míg a Hang On to Your Love csupán a 8. helyig jutott. A harmadik kislemez, az Another Night már csak a 18., a Rhythm of the Rain a 9., és az utolsó kimásolt kislemez az I'm Doing Fine a 22. helyen landolt. Az album hazájában Ausztráliában  kevésbé volt sikeres, így csupán az ausztrál albumlista 77. helyéig jutott 1990 decemberében.
Donovan az album dalaival turnéra indult, mely érintette az Egyesült Királyságot, valamint Írországban is fellépett. A "Doin'Fine Tour" turné 1990 júniusában kezdődött.
Ez volt az utolsó közösen elkészített lemez a Stock Aitken Waterman nevű proucer teammel, majd Donovan szerepet kapott a West End musicalében, a József és a színes szélesvásznú álomkabát című produkcióban.
Az előző albumhoz hasonlóan Donovan szintén egy dalrészletet emelt ki egyik dalából, mely a "When it's All Over" ("should have read between the lines...") volt, mely 2007-ben megjelent önéletrajzi könyvének is a címe lett.
2010-ben újra kiadták az albumot dupla CD-n, az Edsel kiadásában, melyről a Music Week kritikusa "Vitathatatlanul jobb"-nak nevezte az albumot az első albummal szemben.

## Az album dalainak listája
LP  Hollandia PWL Records – PWLP 019 
Első oldal
1. " When You Come Back to Me" (3:33)
2. "Hang On to Your Love" (3:01)
3. "Another Night " (3:26)
4. "Love Would Find a Way" (3:32)
5. "Rhythm of the Rain" (3:09)

Második oldal
1. "I'm Doing Fine" (3:01)
2. "Careless Talk and Silly Lies" (3:25)
3. "When it's All Over" (3:42)
4. "Like it Was Yesterday" (2:56)
5. "Hard to Say it's Over" (3:34)

## Slágerlista
| Slágerlista (1990)                 | Legjobb helyezések |
| ---------------------------------- | ------------------ |
| Ausztrália (ARIA)                  | 77                 |
| Ausztria (Ö3 Austria Top 40)       | 18                 |
| Németország (Media Control Charts) | 52                 |
| Hollandia (MegaCharts)             | 25                 |
| Új-Zéland (Recorded Music NZ)      | 44                 |
| Svájc (Schweizer Hitparade)        | 37                 |
| Egyesült Királyság (CIN)           | 2                  |

## 2010 – Újra kiadott CD változat

### CD 1
1. When You Come Back To Me #2, 1989
2. Hang On To Your Love #8, 1990
3. Another Night #18, 1990
4. Love Would Find A Way
5. Rhythm Of The Rain #9, 1990
6. I’m Doing Fine #22, 1990
7. Careless Talk And Silly Lies
8. When It’s All Over
9. Like It Was Yesterday
10. Hard To Say It’s Over
11. R.S.V.P. #17, 1991
12. Happy Together #10, 1991
13. A Fool Such As I
14. Story Of My Life
15. When I Get You Alone
16. She’s In Love With You
17. Hang On To Your Love [Extended Version]
18. Another Night [Sweet Dreams Mix]
19. I’m Doing Fine [Extended Version]
20. Rhythm Of The Rain [Spanish Version]

### CD 2
1. When You Come Back To Me [Yuletide Sleigh List Mix]
2. When You Come Back To Me [Extended Version]
3. Rhythm Of The Rain [Extended Version]
4. Story Of My Life [Extended Version]
5. R.S.V.P. [Extended Version]
6. Happy Together [Extended Version]
7. She’s In Love With You [Extended Version]
8. When You Come Back To Me [No Probs Mix]
9. Another Night [The JD In Dub Mix]
10. Rhythm Of The Rain [Kick That… Remix]
11. When You Come Back To Me [Original Mix]
12. Hang On To Your Love [Instrumental]
13. Another Night [7”] Instrumental]
14. Rhythm Of The Rain [Instrumental]
15. I’m Doing Fine [7”] Instrumental]
16. RSVP [Instrumental]
17. Happy Together [Instrumental]
18. When You Come Back To Me [Guitar] Instrumental]

## Közreműködők
- Borítóterv: Karen Hewitt, Yoyo
- Mixers: Phil Harding, Pete Hammond, Dave Ford
- Szintetizátor: Mike Stock, Matt Aitken
- Gitár: Matt Aitken
- Dob: A Linn
- Háttérénekesek: Mae McKenna, Miriam Stockley, Linda Taylor, Mike Stock
- Felvételek: PWL Studios, London
- Fényképész: Simon Fowler
- Stílus: Jason Donovan, David Howells
- Frizura: Lino Carbosiero